# Galloping Thunder (film 1946)
Galloping Thunder è un film del 1946 diretto da Ray Nazarro.
È un western statunitense ambientato nel 1880 con Charles Starrett, Adele Roberts e Smiley Burnette. Fa parte della serie di film western della Columbia incentrati sul personaggio di Durango Kid.

## Produzione
Il film, diretto da Ray Nazarro su una sceneggiatura di Ed Earl Repp, fu prodotto da Colbert Clark per la Columbia Pictures e girato nell'Iverson Ranch a Chatsworth e nel Providencia Ranch a Hollywood Hills, California, dal 21 al 29 giugno 1945. Il titolo di lavorazione fu Bronco Busters.

## Distribuzione
Il film fu distribuito negli Stati Uniti dal 25 aprile 1946 al cinema dalla Columbia Pictures.
Altre distribuzioni:
- in Brasile (Trovão a Cavalo) (Trovão a Galope)
- nel Regno Unito (On Boot Hill)

## Promozione
Le tagline sono:
- TWO-FISTED ACTION! SIDE-SPLITTING LAUGHTER! HEART-THRILLING BALLADS!
- YOUR FAVORITE WESTERN STARS..IN A GREAT BIG FUN AND ACTION HIT!
- GALLOPING OUT OF THE WEST...RAISING CAIN ON THE RANGE
- Your favorite Western stars in a roaring, adventure film !
- HE-MAN ACTION!